# Monteiasi-Montemesola
Monteiasi-Montemesola (wł. Stazione di Monteiasi-Montemesola) – stacja kolejowa w Monteiasi, w prowincji Tarent, w regionie Apulia, we Włoszech. 
Według klasyfikacji RFI ma kategorię brązową.

## Historia
Została otwarta 6 stycznia 1886 podczas otwarcia odcinka z Tarentu do Latiano linii Tarant-Brindisi.

## Opis
Stacja obsługuje głównie pociągi regionalne między Tarentem i Brindisi. 

## Linie kolejowe
- Tarent – Brindisi